# خبيرات كافيديبي
خبيرات كافيديبي (بالإنجليزية: Khabirat Kafidipe)‏ (من مواليد 29 يوليو 1980) هي مُمثلة ومُخرجة ومُنتجة نيجيرية.

## روابط خارجية
خبيرات كافيديبي على موقع IMDb (الإنجليزية)
- خبيرات كافيديبي على موقع قاعدة بيانات الفيلم (الإنجليزية)